# Bataille de Nicopolis
Cet article concerne la bataille de 1396. Pour les autres significations, voir Bataille de Nicopolis (homonymie).
La bataille de Nicopolis, du 28 septembre 1396, oppose l'armée du sultan ottoman Bayezid Ier à une armée de croisés menée par le roi de Hongrie Sigismond de Luxembourg. Elle s'achève par la défaite des chrétiens.
Elle a lieu sur la rive sud du Danube, dans un endroit correspondant à l'actuelle Nikopol (Bulgarie).

## Contexte historique
Cette bataille constitue un des tournants de la conquête des Balkans par les armées de l’Empire ottoman. Alors que les Paléologues rivalisent avec les Cantacuzène pour le pouvoir à Constantinople, ces derniers demandent par deux fois — en 1346 et en 1352 — l’aide de l’armée ottomane pour combattre leurs rivaux. Lors de leur dernière intervention, les Turcs, au lieu de franchir de nouveau le Bosphore, décident de s’installer en Thrace. Les Ottomans conquièrent la Thrace et asservissent la Bulgarie et la Serbie.
Le basileus Manuel II Paléologue et le roi de Hongrie Sigismond Ier, relayés par le pape Boniface IX, demandent l’organisation d’une croisade qui repousserait les forces ottomanes au-delà du Bosphore. La France et l’Angleterre, qui observent à cette époque une trêve dans les combats de la guerre de Cent Ans, répondent dans un premier temps à l’appel, bien qu’en définitive seule la France envoie 10 000 soldats — dont 1 000 chevaliers et écuyers — auxquels viennent s’ajouter des troupes d'Allemands, d’Alsaciens, de Tchèques, de Transylvains et de Valaques, ainsi que des Hospitaliers sous les ordres de celui qui deviendra leur grand maître, le prieur d'Aquitaine Philibert de Naillac.

## Forces en présence

### Chefs de guerre chrétiens
- Sigismond Ier de Luxembourg, roi de Hongrie
- Jean sans Peur, comte de Nevers, fils de Philippe le Hardi, duc de Bourgogne, commandant de l'ost français
- Gui de La Trémoïlle, dit le vaillant, grand chambellan héréditaire de Bourgogne, et conseiller favori de Philippe le Hardi
- Louis "Le Frison" de Flandre Seigneur de Praet et de la Woestine.
- Jacques II de Bourbon, comte de la Marche, comte de Castres
- Jean de Vienne, amiral de France
- Jean II Le Meingre, dit Boucicaut, fait maréchal de France l'année suivante
- Geoffroy de Kerimel, maréchal de Bretagne
- Philippe d'Artois, comte d'Eu, connétable de France
- Guillaume III de Guenand, seigneurs des Bordes, porte-oriflamme de la France
- Enguerrand VII de Coucy
- Regnaut de Roye, chambellan du roi
- Philibert de Naillac, prieur d'Aquitaine des Hospitaliers de Rhodes
- Nicolas de Garaï, palatin de Hongrie
- Mircea, prince de Valachie
- Henri de Bar, gendre d'Enguerrand de Coucy
- Stephen II Lacković, ban croate
- Vuk Branković, seigneur serbe
- Humbert le Bâtard, demi-frère d'Amédée VIII de Savoie
- Ivan Sratsimir, roi du tsarat de Vidin

### Chefs de guerre ottomans
- Bayezid Ier, sultan ottoman
- Stefan Lazarević, prince serbe ; Stefan est chrétien, mais à la suite de la bataille de Kosovo Polje (1389), est devenu vassal et beau-frère de sultan Bayezid Ier

## Préludes
Les armées alliées au roi de Hongrie font leur jonction à Buda en juillet.
Sigismond propose aux chefs chrétiens une stratégie plutôt défensive, conseillant d'attendre l'armée de Bayezid plutôt que de se porter au-devant des troupes ottomanes. Mais cette stratégie est rejetée, par un discours d'Enguerrand de Coucy, porte-parole des chevaliers français, « pour conquérir toute la Turquie, et pour aller en l'empire de Perse… ».
Sur leur route vers Nicopolis, les croisés s'emparent de Vidin, puis prennent la ville de Rachova (Oryahovo en Bulgarie) dont une partie des habitants est gardée en otage, contre l'avis de Sigismond. Cet épisode marque le début d'une méfiance entre Hongrois et Français qui durera pendant toute la croisade.
Les croisés sont alors accusés de pillage et de maltraitance en traversant les territoires musulmans. Toutefois, il faut garder à l'esprit que les chroniqueurs de l'époque recherchaient une raison à l'échec de la croisade, en blâmant l'immoralité des croisés. Leurs affirmations sont sujettes à caution. [réf. nécessaire]
Les croisés continuent vers Nicopolis, prenant quelques places, mais délaissant une citadelle d'où partiront des messagers pour prévenir le sultan turc Bayezid de l'arrivée de l'armée chrétienne.

## Le siège
Nicopolis est une cité fort bien défendue par des tours et de fortes murailles et les croisés n'ont apporté aucun engin de siège. Après avoir tenté quelques échelades, sans succès, et échoué dans une tentative de sape, il apparaît que la cité ne pourra être prise par la famine qu'après un long siège.
Ainsi qu'ils l'avaient déjà fait pendant leur voyage, les nobles de l'armée chrétienne s'entourent de faste, vivant dans le confort. Ceux-ci pensent que le sultan Bayezid se trouve loin, peut-être même de l'autre côté du Bosphore. La suffisance du commandement est telle qu'il néglige d'organiser des missions de reconnaissance. Ce sont donc les fourrageurs, chargés de rapporter du foin pour les chevaux, qui les premiers signalent des opérations de l'armée ottomane. Ces premiers rapports sont même négligés, notamment par Boucicaut, craignant que la nouvelle ne démoralise les croisés.
En réalité, le sultan assiège Constantinople et est en mesure d'accourir au secours de Nicopolis dès l'annonce de son siège. Les Ottomans sont d'autant mieux renseignés que le duc de Milan Gian Galeazzo Visconti les a informés des mouvements de l'armée chrétienne.
Sigismond finit par envoyer le comte Jean de Maroth en reconnaissance ; ce dernier confirme à son retour que l'armée de Bayezid opère près de Tirnovo, à une centaine de kilomètres du camp croisé. La nouvelle est apprise par les habitants de Nicopolis, qui la célèbrent dans la joie. Malgré cela, le commandement chrétien reste persuadé que le sultan n'attaquera pas.

## La bataille

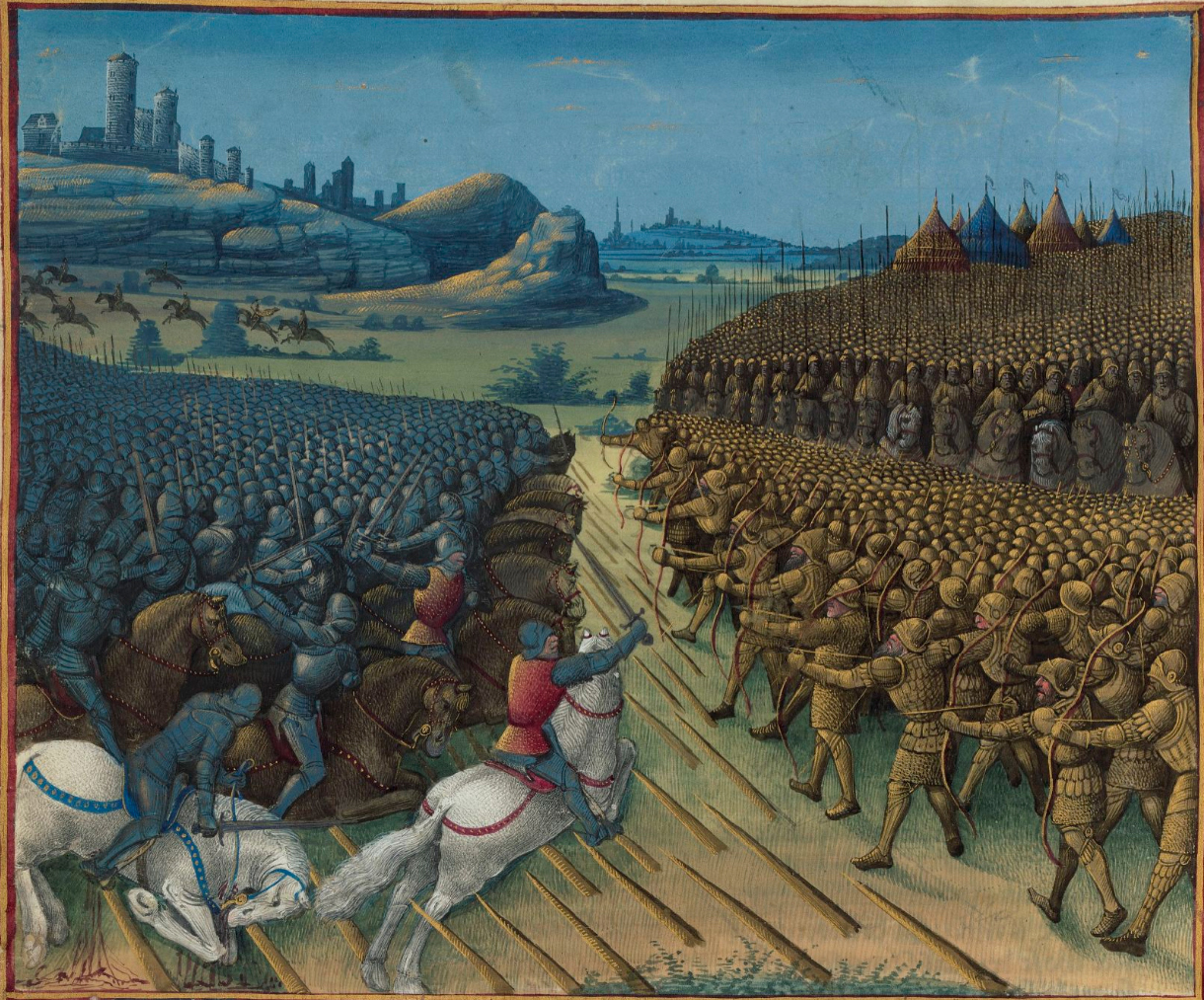
Bataille de Nicopolis. Miniature de Jean Colombe tirée des Passages d'outremer de Sébastien Mamerot, vers 1474. BNF, Fr.5 594, f.263v.

À l'annonce de l'arrivée de l'armée turque, les croisés s'affolent et se préparent en toute hâte. Certains sont encore en train de dîner, d'autres sont saouls, et la confusion s'installe dans plusieurs unités. À ce moment, les prisonniers de Rachova sont tous exécutés, un acte de barbarie dénoncé jusqu'en Europe occidentale.
Jean de Nevers et les chevaliers français ont exigé de constituer l'avant-garde de l'armée chrétienne, par vanité, et ceci contre l'avis du commandement hongrois et valaque, pourtant plus familier des stratégies turques pour les avoir affrontées sur les champs de bataille. Sigismond alors divise ses troupes en trois parties : Nicolas de Gara au centre, à la tête des troupes hongroises, allemandes, tchèques, alsaciennes et flamandes ainsi que les Hospitaliers ; le flanc droit de cette armée, les Transylvains menés par Stefan Lazkovitch et les Valaques sur le flanc gauche. Sigismond commande directement la réserve.
En face, Bayezid aligne son avant-garde composée d'archers à pied (azab) et de janissaires, qui masque le champ de pieux destiné à briser l'assaut de la cavalerie adverse. Le gros de l'armée ottomane, en particulier sa cavalerie (archers ou akindji et sipahis) et ses alliés serbes, reste caché derrière les collines.
La première charge de la chevalerie française se heurte à la présence des pieux et doit poursuivre le combat sans ses chevaux. Les chevaliers, cuirassés dans leurs harnois, résistent aux volées de flèches de l'archerie ottomane et enfoncent l'infanterie adverse. Les Ottomans comptent de très nombreuses victimes et la chevalerie française entend pousser son avantage. Elle attaque et défait la cavalerie ottomane, qui fuit vers l'arrière-garde.
Bien que toujours à pied, les chevaliers poursuivent les fuyards en direction des collines et finissent par tomber sur le gros de l'armée de Bayezid. Ils sont écrasés par le nombre ; de nombreux chevaliers sont tués — dont Jean de Vienne et Regnaut de Roye — et les principaux chefs de guerre français sont capturés — Jean de Nevers, Enguerrand de Coucy, Boucicaut, Philippe d'Artois…
Voyant l'ost français en difficulté, Sigismond tente de rétablir l'équilibre avec l'infanterie restante. Toutefois, l'entrée en jeu de la cavalerie lourde serbe de Stefan Lazarević fait pencher la balance en faveur des Ottomans et Sigismond, comprenant que l'issue de la bataille ne fait plus de doute, choisit de s'échapper. Escorté par Philibert de Naillac et quelques chevaliers hospitaliers, il rejoint les bouches du Danube sur un bateau hospitalier, d'où il embarque sur un des vaisseaux de la flotte vénitienne.
La bataille est terminée et l'ost des croisés capitule.

## Bilan

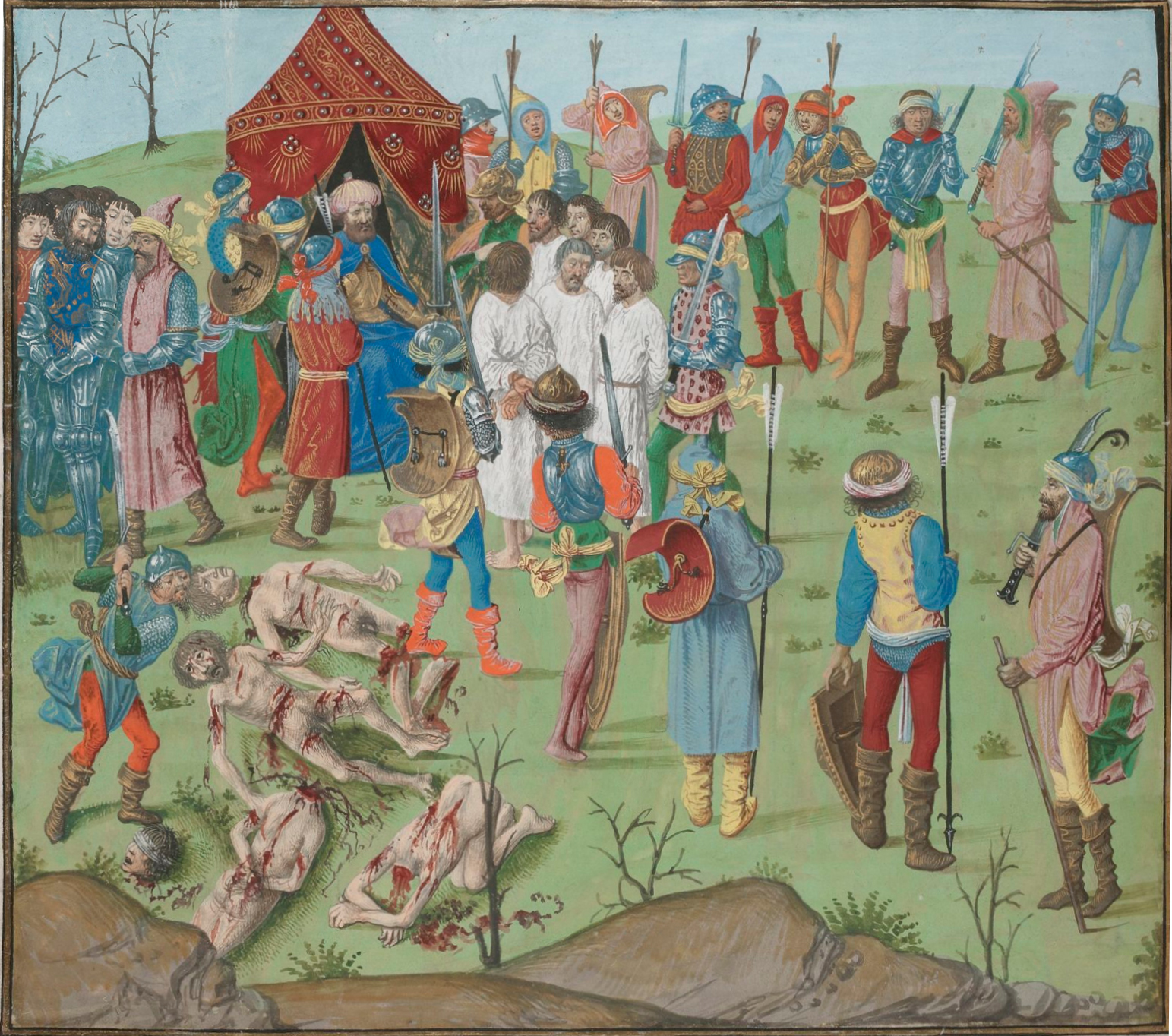
Le massacre des prisonniers chrétiens, miniature issue des Chroniques de Jean Froissart. BNF Fr.2 646.

En représailles de l'exécution des mille otages de Rachova, en Bulgarie, et des lourdes pertes que son armée a dû essuyer dans cette bataille, le sultan Bayezid fait massacrer la plupart des prisonniers croisés, soit environ trois mille.
Seuls les plus fortunés sont épargnés et réduits en esclavage dans l'attente du paiement de rançons très élevées : par exemple, le duc Philippe le Hardi doit payer la somme astronomique de 100 000 florins pour la libération de son fils Jean, et est obligé d'emprunter l'argent à son banquier Dino Rapondi. La somme réclamée par Bayezid pour la libération de ses 24 prisonniers de marque aurait atteint 200 000 ducats. Certains chevaliers français, tels Gui de La Trémoïlle, Philippe d'Artois ou Enguerrand de Coucy meurent néanmoins en captivité ou sur le chemin du retour.
Dans les cours française et bourguignonne, au-delà de la consternation née lorsque la nouvelle de la défaite arrive par un chevalier picard du nom de Jacques de Heilly, on fête le retour des chevaliers rançonnés comme de véritables héros et on s'empresse d'imputer la débâcle à Sigismond ou à la lâcheté de certains alliés qui auraient fui le combat — les Valaques ou les Transylvains.
Pour sa part, Sigismond n'a guère à souffrir de la défaite de la croisade qu'il avait appelée de ses vœux puisqu'il sera élu « empereur romain germanique » en 1433. En Europe centrale, la bataille de Nicopolis marque le début des guerres entre la Hongrie et les Ottomans prolongées du XVIe au XVIIIe siècle par les guerres austro-turques.
La défaite de Nicopolis marqua la fin des croisades pour l'Europe occidentale. Seule la France participa à la défense de Constantinople avec l’envoi d’hommes dirigés par le maréchal de Boucicaut et qui restèrent plusieurs années à aider le Basileus. Les combats continuèrent à l'ouest — jusqu'à l'achèvement de la Reconquista dans la péninsule Ibérique — et en Méditerranée mais les nations des Balkans durent désormais lutter seules face à l'avancée ottomane, avec pour conséquence la chute de Constantinople le 29 mai 1453.